# Hardangerjakt

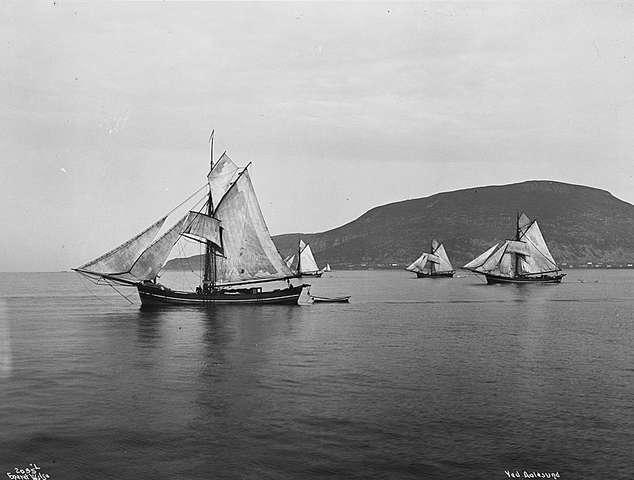
Hardangerjakten unter Segel, 1880/1890

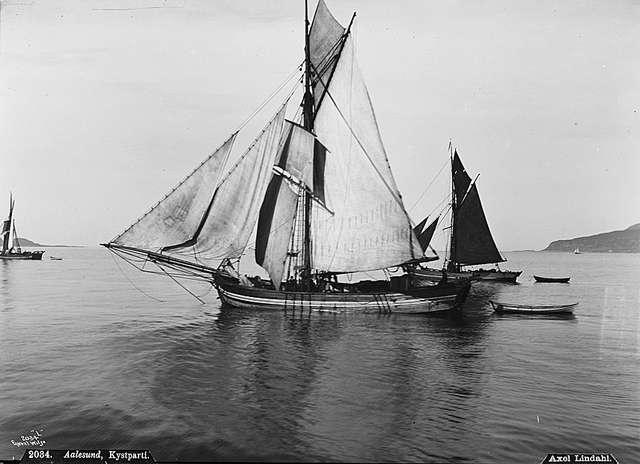
Hardangerjakten im Vigrafjord bei Ålesund, 1880/1890

Die Hardangerjakt ist ein traditionelles Segelschiff, das besonders im 19. Jahrhundert  in Nordnorwegen weit verbreitet war und als Frachtsegler genutzt wurde. Mehrere Hundert dieser kleinen, wendigen Schiffe verkehrten in den norwegischen Küstengewässern, aber gelegentlich auch zu Häfen in der Nord- und Ostsee. Meist bestand ihre Fracht aus gesalzenen Heringen und anderen Fischen, die sie von Nord-Norge an die Vestlandet-Küste transportierten; bei der Rückfahrt brachten sie häufig Getreide nach Norden.

## Beschreibung
Es handelt sich um ein einmastiges, in Kraweelbauweise hergestelltes, meist etwa 20 m langes Segelschiff mit langem Bugspriet und Klüverbaum, nahezu senkrechtem Spiegelheck und glattem, durchlaufendem Deck. Die Hardangerjakt hat Gaffeltakelung, mit Gaffelsegel und Vierkant-Gaffeltoppsegel; vor dem Mast fährt sie zwei Rahsegel (ein relativ kleines Marssegel und eine große Breitfock) und drei Stagsegel (Fock, Innenklüver und Außenklüver). Das Schiff wird gelegentlich als Slup bezeichnet, ist aber proportional zu seiner Länge breiter, hat ein gerades Heck und einen aus nur einem Stück bestehenden Mast (ohne Stengen).

## Geschichtliches

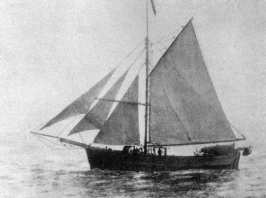
Die "Gjøa", mit der Amundsen 1903–1906 die Nordwestpassage durchfuhr

Die geschichtlich bekannteste Hardangerjakt war die 1872 gebaute, 21 m lange Gjøa, mit der Roald Amundsen 1903–1906 als erster die Nordwestpassage erkundete und durchfuhr.

## Traditionspflege
Heute fahren noch immer restaurierte (und meist mit zusätzlichen Maschinen ausgestattete) Hardangerjakten als Ausflugs- und Touristenboote oder auch als Museumsschiffe. Eine der bekanntesten ist die vom Hardanger Fartøyvernsenter (Hardanger Schifffahrtszentrum) betriebene Mathilde. Sie ist 22,25 m lang, 6,46 m breit und mit 77,46 BRT bzw. 58.06 NRT vermessen. Ihr Mast ist 25,5 m hoch. Unter ihren insgesamt 400 m2 Segelfläche kann sie eine Geschwindigkeit von über 11 Knoten erreichen. Das Stavanger Schifffahrtsmuseum (Stavanger Sjøfartsmuseum) unterhält die 1848 vom Stapel gelaufene kleine Hardangerjakt Anna af Sand, eines der ältesten noch zur See fahrenden Segelschiffe Europas. Sie ist nur 15,85 m lang und 5,5 m breit, hat 2,2 m Tiefgang und einen 19 m hohen Mast.